# Принцессы (скульптурная группа)
«Принцессы» (нем. Prinzessinnengruppe) — известная работа скульптора Иоганна Готфрида Шадова. На ней изображены будущая прусская королева Луиза вместе со своей младшей сестрой Фридерикой. Вначале Шадов, работавший во Дворце кронпринцев, изготовил портретные бюсты сестёр-красавиц, в 1795—1797 годах была создана скульптурная группа в человеческий рост, сначала в гипсе, а затем в мраморе. Двойной скульптурный портрет получил признание у специалистов и публики, однако супругу Луизы Фридриху Вильгельму III скульптура не понравилась и была забыта на 90 лет. В настоящее время наряду с другим именитым произведением Шадова — квадригой на Бранденбургских воротах — скульптура «Принцессы» считается шедевром берлинского раннего классицизма и распространена в копиях различного размера и качества как художественное изделие, декоративный объект и берлинский сувенир. Мраморный оригинал хранится в Старой национальной галерее в Берлине.